# Dicoryphe macrophylla
Dicoryphe macrophylla là một loài thực vật có hoa trong họ Hamamelidaceae. Loài này được Baill. miêu tả khoa học đầu tiên năm 1885.